# Nicci French
Nicci French é o pseudônimo dos cônjuges britânicos Nicci Gerrard e Sean French, que escrevem thriller psicológico juntos.

## Nicci Gerrard
Nicci Gerrard nasceu em 10 de junho de 1958. Ela cresceu em Worcestershire, juntamente com duas irmãs e um irmão. Ela foi educada no The Alice Ottley School em Worcester. Posteriormente estudou Literatura inglesa na Universidade de Oxford e ensinou em Los Angeles e Londres. Antes de se tornar uma jornalista freelance, Nicci fundou uma revista feminina. Durante aquele tempo ela casou e teve dois filhos.
Após o fracasso do primeiro casamento, ela conheceu Sean French enquanto trabalhava como editora para a revista New Statesman, onde French escrevia uma coluna semanal. Nicci deixou a revista quando recebeu uma oferta de emprego do The Observer.

## Sean French
Sean French nasceu em 28 de maio de 1959 em Bristol, filho de Philip French, um produtor de rádio e critico de cinema. Assim como seus dois irmão mais novos Patrick e Karl, ele foi educado na escola secundária William Ellis em Londres antes de estudar Literatura inglesa na Universidade de Oxford. O casal nunca se encontrou lá. Ainda na Universidade de Oxford, French ganhou um concurso para jovens escritores promovido pela revista Vogue, e posteriormente se tornou um jornalista.
Em 1987 ele ganhou sua primeira coluna e até ao final do ano 2000, escreveu para a revista New Statesman. 
Seu primeiro romance solo, Start from Here, foi publicado em 2004.

## Vida pessoal
Nicci e Sean casaram-se em 1990 e desde 1999 vivem em Suffolk, Inglaterra. Nicci tem dois filhos, Edgar e Anna, frutos de seu primeiro casamento, e o casal tem duas filhas, Hadley e Molly.

## Obras (como Nicci French)
- The Memory Game (1997)
- The Safe House (1998)
- Killing Me Softly (1999) no Brasil: Mata-me de Prazer (Record, 2002)
- Beneath the Skin (2000) no Brasil: Sob a Pele (Record, 2005)
- The Red Room (2001) no Brasil: O Quarto Vermelho (Record, 2006)
- The People Who Went Away (2001), um conto publicado como uma novela para fins promocionais[5]
- Land of the Living (2003) em Portugal: O Mundo dos Vivos (Quetzal Editores, 2003)
- Secret Smile (2003), base da série de TV britânica Secret Smile.[6]
- Catch Me When I Fall (2005)
- Losing You (2006)
- Until It's Over (2007)
- Speaking Ill of the Dead (2008), um conto publicado como uma novela para fins promocionais[7]
- What to Do When Someone Dies (2008)
- Complicit (2009), publicado nos Estados Unidos como The Other Side of the Door (2010)
- Thursday's Children (2014)
- The Lying Room (2019)
- House of Correction (2020)
- The Unheard (2021)
- The Favour (2022)
- Has Anyone Seen Charlotte Salter? (2023)

### Série Frieda Klein
- Blue Monday (2011) em Portugal Segunda-feira Triste (Bertrand Editora, 2011) / no Brasil: Segunda Sombria (Record, 2014)
- Tuesday's Gone (2013)
- Waiting for Wednesday (2013)
- Thursday's Child (2014)
- Friday on My Mind (2015)
- Saturday Requiem (2016)
- Sunday Morning Coming Down (2017)
- The Day of the Dead (2018)

## Obras solo como Sean French
- Patrick Hamilton: A Life (1993), biografia
- The Imaginary Monkey (1994) romance
- Bardot (1995), biografia
- The Dream of Dreams (1996) romance
- Jane Fonda: A Biography (1998), biografia
- Start from Here (2004) romance

## Obras solo como Nicci Gerrard
- Things we knew were true (2003)
- Soham (2004)
- Solace (2005)
- Simple in the Moonlight (2006)
- The Middle Place (2008)
- The Winter House (2009)
- Missing Persons (2011)
- The Twilight Hour (2014)
- What Dementia Teaches Us About Love (2019)[8]